# Hermann Franken
Hermann Franken (* 28. Januar 1846 in Mülheim an der Ruhr; † 17. Mai 1931 auf Gut Frankenhof bei Reken) war ein deutscher Unternehmer und Politiker. Er war Mitglied des Deutschen Reichstags, des Preußischen Abgeordnetenhauses sowie verschiedener Vereine und Verbände.

## Leben
Franken besuchte von 1852 bis 1859 die Volksschule in Mülheim und während der dreijährigen Lehrzeit in der väterlichen Werkstatt von 1859 bis 1861 die Handwerker-Fortbildungsschule. Er ließ sich 1870 als Schlossermeister in Schalke nieder und dehnte 1880 seinen Betrieb zu einer Fabrik aus. Diese Blechwarenfabrik und Verzinkerei wurde später um Zweigbetriebe in Neheim-Hüsten sowie am Gelsenkirchener Hafen erweitert und zu einer Aktiengesellschaft umgewandelt. Nachdem sich Hermann Franken zur Ruhe gesetzt hatte, geriet das Unternehmen infolge der Weltwirtschaftskrise in Schwierigkeiten und ging im Jahr von Frankens Tod (1931) in Konkurs.
Hermann Franken war Mitglied des Kreistages des Landkreises Gelsenkirchen und gehörte dem Führungsausschuss des Westfälischen Feuerwehr-Verbands an. Weiter war er Vorsitzender des Verbands Evangelischer Arbeiter-Vereine im Rheinland und Westfalen und Mitbegründer des Rheinisch-Westfälischen Feuerwehrmuseums und des Heimatmuseums in Gelsenkirchen.
Von 1898 bis 1903 war er für die Nationalliberale Partei Mitglied des Deutschen Reichstags, als Abgeordneter für den Wahlkreis Regierungsbezirk Arnsberg 5 (damals umfassend den Landkreis Gelsenkirchen, den Landkreis Bochum, den Landkreis Hattingen und die Städte Gelsenkirchen, Bochum und Witten). Von 1904 bis 1908 war er auch Mitglied des Preußischen Abgeordnetenhauses.
Am 11. Februar 1926 verlieh ihm die Stadt Gelsenkirchen die Ehrenbürgerwürde.

## Schriften
In seiner Funktion als Kirchenmeister der evangelisch-unierten Kirchengemeinde Schalke gab er 1929 die Festschrift zu deren fünfzigjährigem Jubiläum heraus:
- Die evangelische Gemeinde Schalke. Festschrift zur 50jährigen Jubelfeier 1879–1929. Gelsenkirchen 1929. (Digitalisierte Ausgabe der Universitäts- und Landesbibliothek Düsseldorf)